# Abraham ibn ‛Ezra

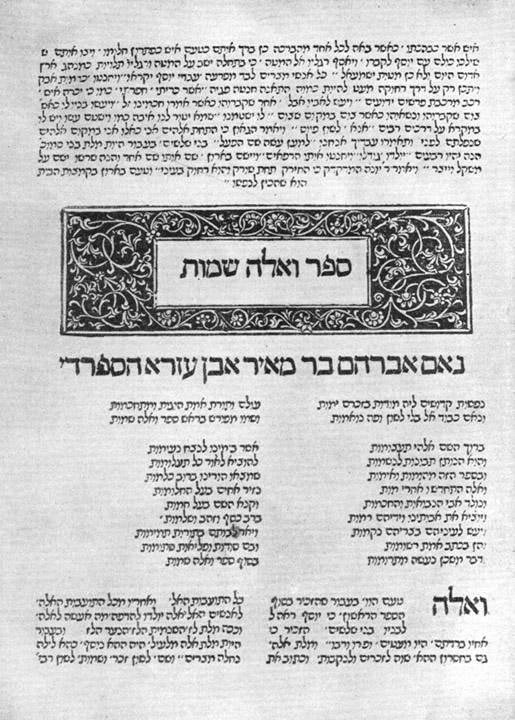
Libro dell'Esodo con il commento di Abraham ben Ezra, Napoli 1488

Abrāhām ibn ‛Ezrā, conosciuto anche come Abraham Iudaeus, Abraham Abenare o Abenèzra o Avenare o Avenèzra (in Ebraico אברהם אבן עזרא; Tudela, 1092 – Calahorra, 1167), è stato un astrologo erudito e poligrafo spagnolo di cultura ebraica.

## Biografia
Vissuto in Spagna, Francia e Italia, fu autore di opere filosofiche d'ispirazione neoplatonica e di commento a una gran parte della Bibbia ebraica, che costituiscono la più importante produzione della scuola esegetica giudeo-spagnola. Scrisse anche opere grammaticali, astronomiche e matematiche, lasciando, inoltre, delle chiare composizioni poetiche. Tra le poesie è facile ritrovare elementi escatologici di natura appunto pre-messianica: si ricorda אשא עיניי che mette in evidenza il primo aspetto della redenzione, ovvero la rivelazione dei cherubini e della gloria divina; oltre a questo Abraham ben 'Ezra narra di visioni semi-oniriche in cui scorge il Kohen Gadol e, benché spesso prevalgano condizioni vissute connaturate alla diaspora ebraica, la speranza per un futuro nell'era messianica è tra i sentimenti religiosi che più caratterizzano la sua poesia. È tra i più notevoli trasmettitori della scienza e del pensiero degli ebrei dei paesi musulmani agli ebrei dell'Europa cristiana.
Il cratere lunare Abenezra è stato così denominato in suo onore.

## Opere
- Yēsōd Mōrā («Fondamento del timor di Dio»)
- Sēfer hā-Shēm («Libro del nome»)
- Sēfer hā-Eḥād («Libro dell'Uno»)
- Sēfer hā-Mispār (Libro del numero)